# Doryrhamphus janssi
Espèce
Statut de conservation UICN

 LC  : Préoccupation mineure
Doryrhamphus janssi, communément nommé poisson-aiguille de Janss, est une espèce de poissons osseux de la famille des Syngnathidae.

## Description

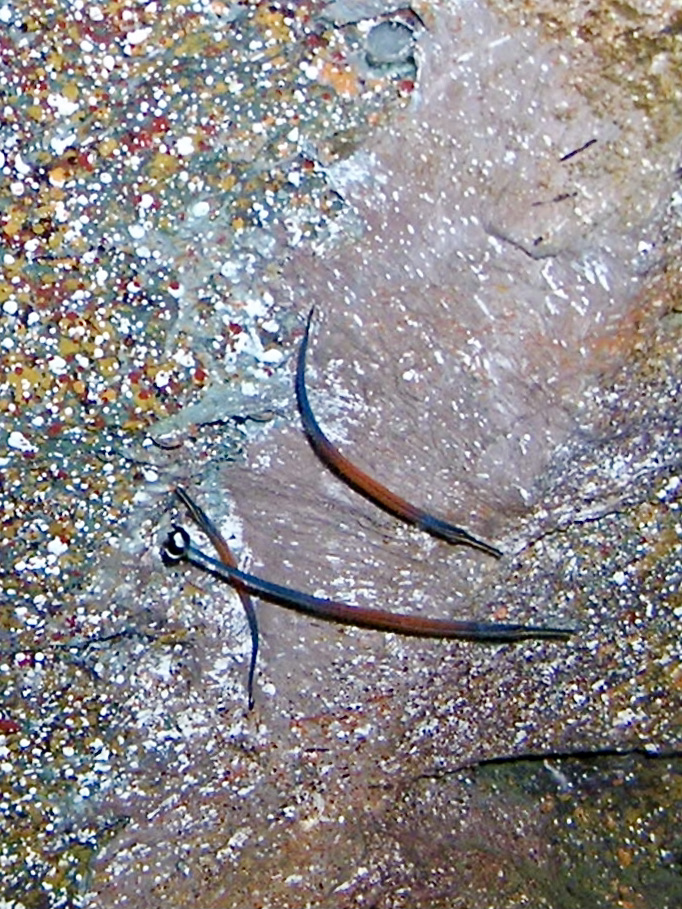
Poissons-aiguilles de Janss, aquarium Sea Life Bangkok Ocean World, Bangkok, Thaïlande

Le poisson-aiguille de Janss est un poisson de petite taille, il peut atteindre une longueur maximale de 14 cm. 
Il possède un corps effilé ainsi qu'un museau relativement long. Sa livrée caractéristique le rend aisément reconnaissable, son corps est en général bleu-ciel à bleu sombre à ses extrémités et le centre du corps est orange vif. Sa nageoire caudale est en forme d'éventail, elle est de teinte noire avec une tache blanche au centre et un liseré blanc sur le pourtour extérieur.

## Distribution & habitat
Le poisson-aiguille de Janns se rencontre dans les eaux tropicales de la partie centrale de la zone Indo-Pacifique soit entre l'Indonésie et les Philippines, qui représentent la limite nord et est de la zone de sa zone de répartition.
Son habitat correspond à des zones abritées comme sous de petits surplombs ou des crevasses.

## Biologie
Doryrhamphus janssi est un poisson nettoyeur spécialisé dans le déparasitage de petits poissons comme les membres de la famille des apogons et des demoiselles, il vit et œuvre en couple.
Il est ovovivipare et comme chez son proche cousin l'hippocampe, c'est le mâle qui porte les œufs durant la période d'incubation.